# Second Rate
Second Rate est un groupe de punk rock mélodique français, originaire de Besançon, dans le Doubs. Le groupe est formé en 1998 sur les cendres de deux autres groupes, Gimp et Unduly. Second Rate se sépare en octobre 2003, laissant à la place à Lost Cowboy Heroes, Hawaii Samurai et à Generic. 
Dans un second temps, l'ancien guitariste Nasty Samy (Samuel Guillerand) apparaîtra au sein de The Black Zombie Procession, Teenage Renegade, Demon Vendetta ou encore Hellbats, The Last Brigade, Sparkling Bombs. Sylvain Bombled (chant, batterie) de son côté participera à des groupes parfois éloignés de la scène emo-punk (Generic, Napoleon Solo, Robespierre, Mayerling), en bénéficiant en 2013 du statut d'artiste-associé à la salle de concert bisontine de la Rodia.

## Biographie
Le groupe est formé à Besançon, dans le Doubs, en 1998 des cendres de deux autres formations à tendance punk rock mélodique. Second Rate enchaîne rapidement enregistrements (démos, compilations, splits 45 tours), concerts et apparitions médiatiques (fanzines, magazines, webzines et radios). Précédé d'un buzz important malgré sa courte existence, le groupe sort son premier CD dix titres NiceLineLife en mars 2000 chez Prehisto Records et Vampire Records, le label créé par Nasty Samy, et s'impose comme un espoir sérieux d'une scène française emo-punk qu'ils partagent avec leurs amis de Dead Pop Club, Flying Donuts, Sexypop, et Homeboys.
Le premier album studio du groupe, Grinding to Dust Two Years Somewhat Insane, enregistré au Studio Pôle Nord avec Fred Gramage, est publié l'année suivante, et obtient de nombreuses critiques positives de la part des médias et du public. Suivront de nombreuses apparitions sur des splits, compilations samplers et albums hommages.
Au cours de sa carrière, Second Rate donne plus de 250 concerts aux quatre coins de la France, mais aussi à l'international comme en Angleterre, en Écosse, et en Suisse. Ils partagent la scène avec des groupes tels que Propagandhi (Canada), Horace Pinker (É.-U), Garrison (É.-U), Peter and the Test Tube Babies (R.-U), Fifi and the Mach III (Japon), Vision (É.-U), Capitol City Dusters (É.-U), Aina (Espagne), Christian Death (R.-U), John and the Night Raiders (É.-U), Scuttle (R.-U), Burning Heads, Uncommonmenfrommars, Seven Hate, Eiffel, Virago, X-Syndicate, Les Thugs, Greedy Guts, Bushmen, Portobello Bones ; ainsi que de nombreuses dates et tournées avec Dead Pop Club, Homeboys, Flying Donuts, et Sexypop ; sans compter un passage remarqué au Printemps de Bourges 2002 et une sélection aux Eurockéennes de Belfort pour l'édition 2003.   
Le groupe annonce sa séparation « en bon termes » au cours de l'année 2003, essentiellement car le rythme des tournées est incompatible avec la vie personnelle et familiale de Sylvain Bombled qui désirait reprendre ses études,. Peu de temps après sort l'album posthume Last Days of Glory. À la fin 2013, l'ancien guitariste Nasty Samy confirme la réunion de Second Rate en 2014 pour quelques dates, en support de la réédition de certains de leurs albums en version vinyle,,.

## Influences
Les membres de Second Rate revendiquent l'influence de labels comme Revelation Records, Taang! Records, Sub Pop, Spliff Records, Boss Tuneage, et Citadel Records, et des scènes anglaises et américaines de la fin des années 1980 et du début des années 1990 (avec des groupes comme Samiam, Hüsker Dü/Sugar, Mega City Four, Jawbreaker, Pixies, Moving Targets, Fugazi, Doughboys, Senseless Things, Dinosaur Jr, Lemonheads...) et par la suite de la nouvelle vague punk-rock mélodique américaine (Hot Water Music, Texas Is the Reason, Knapsack, Alkaline Trio...), partageant l'état d'esprit des piliers de la scène indépendante française des années 1980 et 1990 (Les Thugs, Real Cool Killers, Burning Heads, Drive Blind, Sixpack...) et mélangeant habilement l'énergie punk rock, les mélodies pop et l'attitude rock 'n' roll, ils se définissaient simplement comme un groupe de rock, avec de grosses guitares en avant mais n'oubliant pas les belles mélodies, animé d'une seule volonté : faire de bonnes chansons.

## Membres
- Samuel « Nasty Samy » Guillerand - guitare
- Sylvain Bombled - chant, batterie
- Jon - guitare
- Tyco - basse (1998-2000)
- Lutin - basse (2000-2002)
- Fred « Billy the Kill » Allerat - basse (2002-2003)

## Discographie
- 1999 : split CD Second Rate / Brainwash
- 2000 : NiceLineLife
- 2001 : Grinding to Dust Two Years Somewhat Insane
- 2002 : split Second Rate / Scuttle
- 2002 : CD single promo Printemps de Bourges
- 2003 : split Second Rate / Flying Donuts
- 2003 : Last Days of Glory